# 羅林 (阿拉斯加州)
羅林（英語：Loring）是位於美國阿拉斯加州克奇坎門自治市鎮的一個非建制地區和人口普查指定地區。根據2010年美國人口普查，該地共人口4人，而該地的面積約為1.60平方千米。

## 地理
羅林的座標為55°36′11″N 131°38′13″W / 55.60306°N 131.63694°W，而該地的平均海拔高度為11米（即36英尺）。